# سیارک ۳۷۶۲
سیارک ۳۷۶۲ (به انگلیسی: 3762 Amaravella، نامگذاری:1976QN1) سه هزار و هفتصد و شصت و دومین سیارک کشف شده‌است که در ۲۶ اوت ۱۹۷۶ کشف شد.
قدر مطلق سیارک برابر ۱۳٫۴۰ است.